# 지역 난방

지역 난방의 동작 원리

지역 난방(District heating)은 공간 난방 및 온수 난방과 같은 주거용 및 상업용 난방 요구 사항을 위해 단열 파이프 시스템을 통해 중앙 위치에서 생성된 열을 분배하는 시스템이다. 열은 화석연료나 바이오매스를 연소하는 열병합발전소에서 얻는 경우가 많지만, 열전용 보일러 스테이션, 지열난방, 열펌프, 중앙 태양열 난방 등도 이용되고 있으며, 공장 및 원자력 발전에서 발생하는 폐열도 이용되고 있다. 지역 난방 시설은 국지적 보일러보다 더 높은 효율성과 더 나은 오염 제어 기능을 제공할 수 있다. 일부 연구에 따르면, 열병합 발전을 이용한 지역난방(CHPDH)은 탄소 배출을 줄이는 가장 저렴한 방법이며, 모든 화석 발전 플랜트 중에서 탄소 배출량이 가장 낮은 것 중 하나이다.
5세대 지역난방 네트워크는 현장에서 연소를 사용하지 않으며 현장에서 CO2 및 NO2 배출이 전혀 없다. 그들은 재생 에너지나 원격 화석 연료 발전소에서 생성될 수 있는 전기를 사용하여 열 전달을 사용한다. 스톡홀름 다중 에너지 시스템에는 CHP와 중앙 집중식 열 펌프의 조합이 사용된다. 이를 통해 간헐적 전력 생산이 많을 때는 전기를 통해 열을 생산하고, 간헐적 전력 생산 가능성이 낮을 때는 전력과 지역난방의 열병합 발전이 가능하다.
지역 난방은 프로젝트 드로다운(Project Drawdown)의 기후 변화에 대한 100가지 솔루션 중 27위를 차지했다.

## 같이 보기
- 공익사업
- 열병합
- 알체우스크